# Harold John Blackham

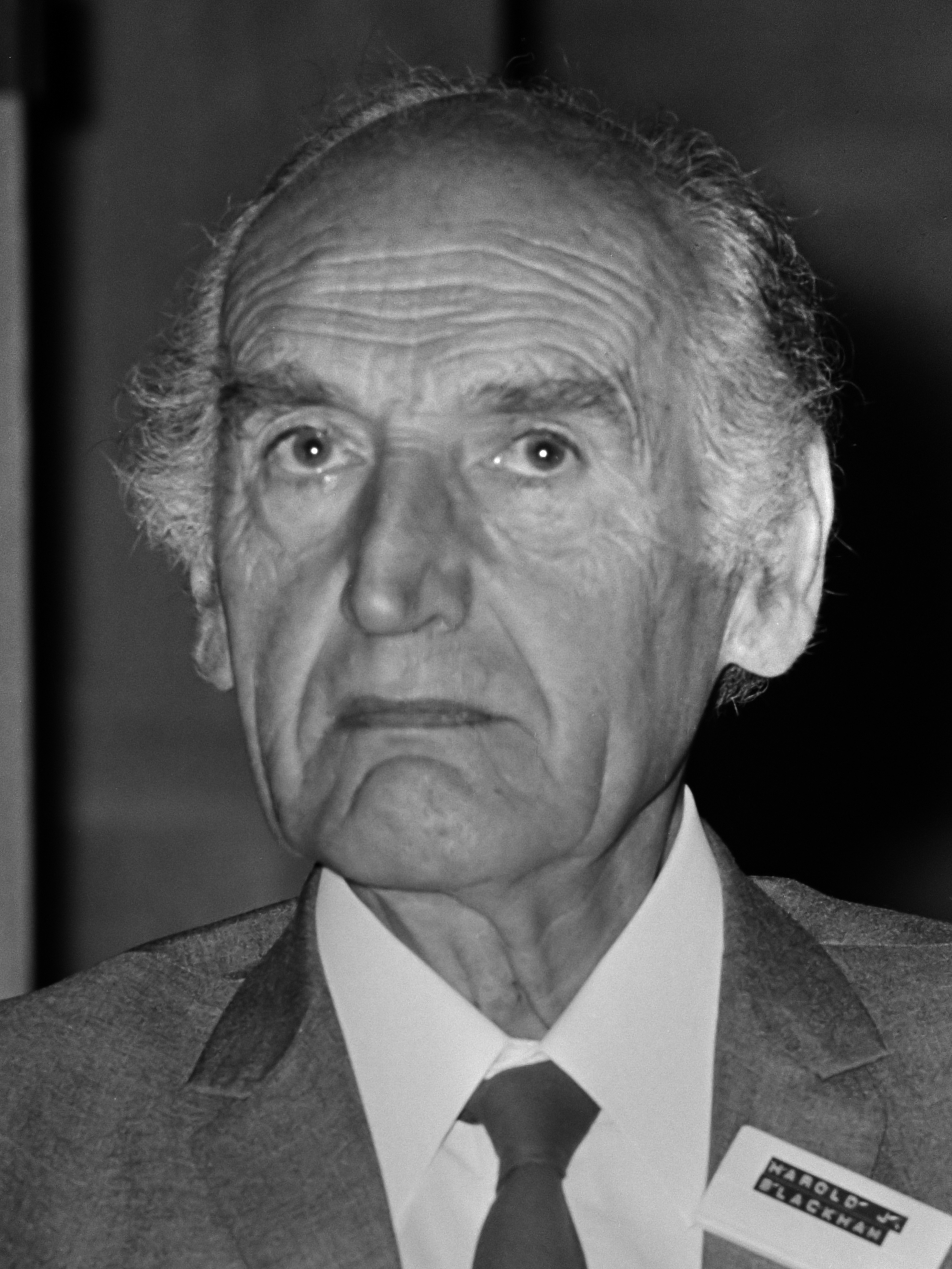
Harold Blackham (1974)

Harold John Blackham (* 31. März 1903 in Birmingham; † 23. Januar 2009 in Hereford) war ein britischer Humanist. Als Schriftsteller befasste er sich mit Philosophie und Geschichte.

## Leben
Blackham war zunächst Mitglied der Ethical Union. Er hatte bedeutenden Anteil an ihrer Überführung in die British Humanist Association, deren erster Geschäftsführer er 1963 wurde. Er war zudem Gründungsmitglied der Internationalen Humanistischen und Ethischen Union (IHEU), deren Geschäftsführer er in den Jahren 1952–1966 war. Er wurde von der IHEU mit dem International Humanist Award (1974) und dem Special Award for Service to World Humanism (1978) ausgezeichnet.

## Werk (Auswahl)
- Six Existentialist Thinkers. 1952, ISBN 0-7100-1087-7
- The Fable as Literature. 1985, ISBN 0-485-11278-7
- The Future of our Past: from Ancient Greece to Global Village. 1996, ISBN 1-57392-042-8